# Jason Trost
Jason Wayne Trost, född 15 november 1986 i Los Angeles i Kalifornien, är en amerikansk filmskapare och skådespelare. Han har bland annat skrivit och regisserat komedifilmen The FP från 2011, tillsammans med brodern Brandon Trost. Samma år som den tidigare nämnda filmen släpptes, så skrev, regisserade och skådespelade han även i superhjältethrillern All Superheroes Must Die.
Jason Trost är helt och hållet blind på sitt högra öga, och brukar oftast täcka för det med hjälp av en ögonlapp, både i alla sina filmer och under offentliga framträdanden.